# Eupithecia depressa
Eupithecia depressa là một loài bướm đêm trong họ Geometridae.